# Faith (альбом The Cure)
Faith — третій студійний альбом англійського рок-гурту The Cure, випущений 17 квітня 1981 року лейблом Fiction Records. На цьому альбомі гурт продовжив похмурий стиль свого попереднього альбому Seventeen Seconds (1980). Ця стилістична тема завершиться на їхньому наступному альбомі Pornography (1982).
Альбом, якому передував сингл «Primary», був добре прийнятий критиками і мав комерційний успіх у Великобританії, посівши чотирнадцяте місце в чарті UK Albums Chart і протримавшись там вісім тижнів.

## Передісторія
Після туру на підтримку Seventeen Seconds The Cure повернулися до Morgan Studios 27 вересня 1980 року для запису нового альбому, за винятком Метью Гартлі, який пішов через незгоду з музичним напрямком гурту. Під час цієї сесії були зроблені спроби записати пісні «All Cats Are Grey» і «Primary», але жодна з тих версій не потрапила до альбому. Роберт Сміт сподівався, що треки будуть звучати «похоронно», але замість цього він сказав, що «вони звучали просто нудно». Було спробувано кілька інших студій: Red Bus, Trident, The Roundhouse і Abbey Road.
Значна частина Faith була написана в студії. Толгерст згадував: «Ми постійно були в дорозі, перемикаючись між записом альбому і гастролями». Щонайменше дві пісні з альбому, «All Cats Are Grey» і «The Drowning Man», були натхненні романами Мервіна Піка Gormenghast. Faith став першим альбомом The Cure, на якому з'явилася шестиструнна бас-гітара; «All Cats Are Grey» (у якій барабанщик Лол Толгерст претендує на рідкісне авторство тексту), де Сміт грає на клавішних і фортепіано, а гітари взагалі немає.
Інструментальна п'єса «Carnage Visors» (тобто, антонім до «рожевих окулярів»; спочатку була доступна лише на касетній версії) є саундтреком до Carnage Visors, короткометражного фільму Ріка Геллапа, брата Саймона Геллапа, який демонструвався на початку концертів замість групи розігріву під час Picture Tour 1981 року, і містив анімацію кількох ляльок у різних позах та позиціях. Відтоді фільм зник, і лише Сміт, Лол Толгерст і Саймон Геллап мають його копії, хоча під час телевізійного інтерв'ю в середині 1980-х ведучий програми здивував гурт, увімкнувши на знімальному майданчику уривок з фільму.
Обкладинка альбому, розроблена колишнім і майбутнім учасником гурту Порлом Томпсоном, являє собою завуальоване зображення церкви Болтонського монастиря в тумані.

## Реліз та перевидання
Faith був випущений 17 квітня 1981 року. Він досяг 14 місця в UK Albums Chart. Альбом був ремастирований у 2005 році в рамках серії Deluxe Edition від Universal Music. До нового видання увійшли «Carnage Visors», демозаписи та живі треки, а також сингл, що не увійшов до альбому, «Charlotte Sometimes». До нього також увійшли декілька треків, які ніколи раніше не видавалися (у демо-версії, всі інструментальні). У 2021 році до Дня магазину звукозапису був випущений ювілейний 40-й вініловий диск з фотографіями.

## Відгуки критиків і спадщина
Після виходу, Faith розділив критиків. Рецензент Sounds Джон Гілл писав, що в той час як більш швидкісні пісні «Primary» і «Doubt» нагадували попередні роботи The Cure з «відчуттям сильної, переслідуючої мелодії», решта альбому знаменувала собою різкий відхід гурту; він відзначив «нью-йоркське відчуття розмитої мелодії, м'які тони, що обтікають томний, стогнучий бас», і виявив, що нове звучання гурту нагадує такі гурти 1960-х, як Pink Floyd і The Doors. Гілл зауважив, що «прослуховування Faith вимагає особистого акту залучення, винагородою за який є відчуття приналежності».
Melody Maker визнав альбом «вражаючим», вихваляючи його «багатство і оманливу силу». Оглядач видання Адам Світінг описав Faith як «витончену вправу в атмосфері та продакшені», додавши: «Він похмурий, але часто величний, ніколи не використовує грубу силу там, де можна обійтися автосугестією. Ви можете не полюбити його, але ви станете залежними від нього». Девід Хепворт зі Smash Hits сказав, що «незважаючи на деякі досить скупі тексти», The Cure «продовжують розвивати один з найбільш індивідуальних і приємних стилів». Рецензія NME на альбом, написана Реєм Лоурі, супроводжувалася фотографією гурту і підписом до неї: «Похмуро? Готично? Ми?». Лоурі писав, що альбом «не несе абсолютно нічого значущого» і відкинув його як «просто сучасне обличчя пінкфлойдизму». Майк Ніколс з Record Mirror вважав, що «The Cure застрягли у заїждженій дум-музиці, яка повинна була померти разом з Joy Division», і охарактеризував Faith як «порожній, поверхневий, претензійний, безглуздий, самозакоханий і позбавлений справжнього серця і душі».
У ретроспективному огляді Кріс Тру з AllMusic назвав Faith «безумовно депресивним альбомом, але також одним з найбільш недооцінених і найкрасивіших альбомів The Cure». У 2010 році видання Fact включило альбом до списку 20 найкращих «готичних записів, які коли-небудь були зроблені».

## Трек-лист
Автор слів Роберт Сміт, автор музики The Cure (Сміт, Саймон Геллап і Лол Толгерст). 
| Сторона А | Сторона А           | Сторона А  |
| #         | Назва               | Тривалість |
| --------- | ------------------- | ---------- |
| 1.        | «The Holy Hour»     | 4:25       |
| 2.        | «Primary»           | 3:35       |
| 3.        | «Other Voices»      | 4:28       |
| 4.        | «All Cats Are Grey» | 5:28       |

| Сторона Б | Сторона Б           | Сторона Б  |
| #         | Назва               | Тривалість |
| --------- | ------------------- | ---------- |
| 1.        | «The Funeral Party» | 4:14       |
| 2.        | «Doubt»             | 3:11       |
| 3.        | «The Drowning Man»  | 4:50       |
| 4.        | «Faith»             | 6:43       |

| Касета/2005 CD Deluxe Edition бонус-трек | Касета/2005 CD Deluxe Edition бонус-трек | Касета/2005 CD Deluxe Edition бонус-трек |
| #                                        | Назва                                    | Тривалість                               |
| ---------------------------------------- | ---------------------------------------- | ---------------------------------------- |
| 5.                                       | «Carnage Visors: The Soundtrack»         | 27:51                                    |

| 2005 CD Deluxe Edition bonus disc: Rarities 1980–1981 | 2005 CD Deluxe Edition bonus disc: Rarities 1980–1981      | 2005 CD Deluxe Edition bonus disc: Rarities 1980–1981 |
| #                                                     | Назва                                                      | Тривалість                                            |
| ----------------------------------------------------- | ---------------------------------------------------------- | ----------------------------------------------------- |
| 1.                                                    | «Faith» (Robert Smith home instrumental demo 8/80)         | 2:56                                                  |
| 2.                                                    | «Doubt» (Robert Smith home instrumental demo 8/80)         | 1:09                                                  |
| 3.                                                    | «Drowning» (group home instrumental demo 9/80)             | 1:52                                                  |
| 4.                                                    | «The Holy Hour» (group home demo 9/80)                     | 4:48                                                  |
| 5.                                                    | «Primary» (Morgan studio out-take 9/80)                    | 4:22                                                  |
| 6.                                                    | «Going Home Time» (Morgan studio guide vox out-take 9/80)  | 3:31                                                  |
| 7.                                                    | «The Violin Song» ('Faith' studio guide vox out-take 2/81) | 3:38                                                  |
| 8.                                                    | «A Normal Story» ('Faith' studio guide vox out-take 2/81)  | 3:04                                                  |
| 9.                                                    | «All Cats Are Grey» (live "somewhere", "Summer 1981")      | 5:37                                                  |
| 10.                                                   | «The Funeral Party» (live "somewhere", "Summer 1981")      | 4:38                                                  |
| 11.                                                   | «Other Voices» (live "somewhere", "Summer 1981")           | 4:45                                                  |
| 12.                                                   | «The Drowning Man» (live "Australasia", "Summer 1981")     | 5:48                                                  |
| 13.                                                   | «Faith» (live at Capitol Theatre, Sydney, August 1981)     | 10:23                                                 |
| 14.                                                   | «Forever» (live "somewhere", "Summer" 1981)                | 9:19                                                  |
| 15.                                                   | «Charlotte Sometimes»                                      | 4:13                                                  |

## Персоналії
The Cure
- Роберт Сміт — вокал, гітари, клавішні, шестиструнна бас-гітара, продюсування
- Саймон Геллап — бас-гітара, продюсування
- Лол Толгерст — барабани, продюсування

Продакшн
- Майк Хеджес — продюсування, звукорежисер
- Девід Кемп — звукорежисер
- Ґрем Кармайкл — звукорежисер
- Порл Томпсон — дизайн обкладинки

## Чарти
| Чарт (1981)                                          | Пікова позиція |
| ---------------------------------------------------- | -------------- |
| Australian Albums (Kent Music Report)                | 38             |
| Нідерланди Dutch Albums (MegaCharts)                 | 9              |
| Нова Зеландія New Zealand Albums (Recorded Music NZ) | 1              |
| Швеція Swedish Albums (Sverigetopplistan)            | 38             |
| Велика Британія UK Albums (OCC)                      | 14             |

| Чарт (2005)                                | Пікова позиція |
| ------------------------------------------ | -------------- |
| Бельгія Belgian Albums (Ultratop Wallonia) | 73             |
| Франція French Albums (SNEP)               | 84             |

| Чарт (2008)                  | Пікова позиція |
| ---------------------------- | -------------- |
| Італія Italian Albums (FIMI) | 74             |

| Чарт (2021)                            | Пікова позиція |
| -------------------------------------- | -------------- |
| Шотландія Scottish Albums (OCC)        | 18             |
| UK Albums Sales (OCC)                  | 18             |
| UK Physical Albums (OCC)               | 16             |
| UK Vinyl Albums (OCC)                  | 8              |
| США Billboard 200                      | 196            |
| США Top Alternative Albums (Billboard) | 25             |
| США Top Rock Albums (Billboard)        | 41             |
| США Top Tastemaker Albums (Billboard)  | 11             |

| Чарт (1981)               | Позиція |
| ------------------------- | ------- |
| New Zealand Albums (RMNZ) | 17      |

## Сертифікації
| Регіон                                             | Сертифікація | Продажі |
| -------------------------------------------------- | ------------ | ------- |
| Нова Зеландія (RIANZ)                              | Золотий      | 7500^   |
| Велика Британія (BPI)                              | Срібний      | 60 000^ |
| ^відвантаження, що базуються лише на сертифікаціях |              |         |